# Chase Emmer
Chase Emmer (ur. 11 lipca 2004) – amerykański florecista, srebrny medalista mistrzostw świata. 
W 2021 roku zdobył brąz w indywidualnej rywalizacji kadetów na mistrzostwach świata juniorów w Kairze. Na rozgrywanych rok później mistrzostwach świata juniorów w Dubaju zdobył brąz w indywidualnym turnieju juniorów. Wywalczył także złoto drużynowo na mistrzostwach świata juniorów w Rijadzie w 2024 roku.
Na mistrzostwach świata w Kairze w 2022 roku reprezentanci USA w składzie: Chase Emmer, Nick Itkin, Alexander Massialas i Gerek Meinhardt zdobyli srebrny medal w drużynie. W rywalizacji indywidualnej zajął tam 20. miejsce.